# 加扎沃
加扎沃（法語：Gazave，法語發音：[ɡazav]）是法国上比利牛斯省的一个市镇，属于巴涅尔德比戈尔区。该市镇总面积7.17平方公里，2009年时的人口为72人。

## 人口
加扎沃人口变化图示